# Todd Sand
Todd Kenneth Sand (* 30. Oktober 1963 in Burbank, Kalifornien) ist ein ehemaliger US-amerikanischer Eiskunstläufer, der im Einzellauf für Dänemark und im Paarlauf für die USA startete.

## Leben
Sand begann als Einzelläufer und trat für Dänemark an, da er sowohl die US-amerikanische wie auch die dänische Staatsbürgerschaft besitzt. Er nahm an den Weltmeisterschaften 1981 und 1982 teil und belegte den 19. bzw. 22. Platz. Bei den Europameisterschaften 1982 und 1983 wurde er jeweils Neunzehnter.
Im Paarlauf begann der nun für die USA startende Sand 1985 an der Seite von Lori Blasko, allerdings nur auf nationaler Ebene, da sich das Paar nicht für internationale Wettbewerbe qualifizieren konnte. Seine nächste Eiskunstlaufpartnerin wurde 1989 Natasha Kuchiki. Mit ihr wurde er 1991 US-Meister im Paarlauf. Bei der Weltmeisterschaft 1991 in München gewannen sie die Bronzemedaille hinter Natalja Mischkutjonok und Artur Dmitrijew sowie Isabelle Brasseur und Lloyd Eisler. Die Olympischen Spiele 1992 in Albertville beendeten sie auf dem sechsten Platz.
Bei diesen Olympischen Spielen verliebte sich Sand in Jenni Meno. Sie wurde ab 1993 auch seine neue Eiskunstlaufpartnerin. Von 1994 bis 1996 gewannen sie die US-amerikanischen Meisterschaften. Von 1993 bis 1998 nahmen sie an Weltmeisterschaften teil und beendeten sie nie schlechter als auf dem fünften Platz. 1995 und 1996 gewannen sie die Bronzemedaille. 1998 in Minneapolis feierten sie ihren größten Erfolg. Sie wurden Vize-Weltmeister hinter den Russen Jelena Bereschnaja und Anton Sicharulidse. Bei den Olympischen Spielen 1994 in Lillehammer belegten Sand und Meno den fünften Platz und bei den Olympischen Spielen 1998 in Nagano wurden sie Achte.
Todd Sands Paarlauftrainer war John Nicks. Nach seiner Amateurkarriere lief das Paar für sechs Saisons bei der Eisrevue „Stars on Ice“.
Todd Sand und Jenni Meno haben zwei Söhne – Jack, geboren 2004, und Matthew, geboren 2006.
Sand nahm an der Fernsehshow Dancing on Ice bei dem britischen Fernsehsender ITV teil. Seine Partnerin hier war Kelly Holmes. Sand ist außerdem technischer Spezialist bei der ISU und arbeitet als Trainer.

## Ergebnisse

### Einzellauf
| Wettbewerb / Jahr     | 1981 | 1982 | 1983 |
| --------------------- | ---- | ---- | ---- |
| Weltmeisterschaften   | 19.  | 22.  |      |
| Europameisterschaften |      | 19.  | 19.  |

### Paarlauf
(* mit Natasha Kuchiki, ** mit Lori Blasko, sonst mit Jenni Meno)
| Wettbewerb / Jahr                | 1986 | 1987 | 1988 | 1989 | 1990 | 1991 | 1992 | 1993 | 1994 | 1995 | 1996 | 1997 | 1998 |
| -------------------------------- | ---- | ---- | ---- | ---- | ---- | ---- | ---- | ---- | ---- | ---- | ---- | ---- | ---- |
| Olympische Winterspiele          |      |      |      |      |      |      | 6.*  |      | 5.   |      |      |      | 8.   |
| Weltmeisterschaften              |      |      |      |      | 11.* | 3.*  | 8.*  | 5.   | 6.   | 3.   | 3.   | 5.   | 2.   |
| US-amerikanische Meisterschaften | 7.** |      | 8.** |      | 2.*  | 1.*  | 3.*  | 2.   | 1.   | 1.   | 1.   | 2.   | Z    |

- Z = Zurückgezogen